# Ossi Elstelä
Oskar "Ossi" Nikolai Elstelä (Elmstedt fram till 1936) född 18 maj 1902 i Tammerfors, död 10 april 1969 i Helsingfors, var en finländsk filmregissör och skådespelare.
Elstelä engagerades i teaterbranschen som 19-åring 1921 och anslöt sig till Suomi-Filmi 1935. Han utnämndes visserligen till studiochef 1936, men övergick två år senare till Suomen Filmiteollisuus. Under sommaren 1939 blev han regissör för bolaget och grundade 1945 den egna teatern Punainen Mylly.